# Suspilne
Natsionalna Suspilna Teleradiokompaniia Ukrainy eller Suspilne Ukraine (UA:PBC) er Ukraines statsejede nationale tv-station. Den blev registreret 19. januar 2017. De driver tre tv-kanaler og radiokanaler.